# طويل واقف
طويل واقف (بالفرنسية: La Tête haute)‏ هو فيلم درامي فرنسي تم إنتاجه في سنة 2015، من إخراج إيمانويل بيركو وبطولة كاترين دينوف و رود بارادو و بينوا ماجيميل و ساره فوريستير، تم عرض الفيلم في مهرجان كان السينمائي 2015 وحاز على 8 ترشيحات وفاز بجائزتي أفضل ممثل مساعد عن طريق بينوا ماجيميل وجائزة أفضل ممثل واعد عن طريق رود بارادو.

## البطولة
- كاترين دينوف بدور القاضية فلورنس بلاك
- رود بارادو بدور مالوني
- بينوا ميجيميل بدور يان
- دايان روكسيل بدور سيفيرين
- كاثرين ساليه بدور غلادس فاتييه

## روابط خارجية
- طويل واقف على موقع IMDb (الإنجليزية)
- طويل واقف على موقع ميتاكريتيك (الإنجليزية)
- طويل واقف على موقع روتن توميتوز (الإنجليزية)
- طويل واقف على موقع قاعدة بيانات الأفلام العربية
- طويل واقف على موقع ألو سيني (الفرنسية)
- طويل واقف على موقع أول موفي (الإنجليزية)
- طويل واقف على موقع بوكس أوفيس موجو (الإنجليزية)
- طويل واقف على موقع قاعدة بيانات الفيلم (الإنجليزية)
- طويل واقف على موقع ليتربوكسد (الإنجليزية)
- طويل واقف على موقع كينوبويسك (الروسية)